# Sinojackia
Sinojackia é um género botânico pertencente à família Styracaceae.